# Тбилисская котловина
Тбилисская котловина (груз. თბილისის ქვაბული) — котловина в Закавказье, расположена в долине реки Куры на территории Грузии. С запада и юга ограничена отрогами Триалетского хребта. С севера расположен Сагурамский хребет, а с востока Иорское нагорье. Протяжённость котловины составляет 21 км, а ширина 7 км. В котловине расположен город Тбилиси.
Котловина располагается на стыке области складчатых хребтов Малого Кавказа и области равнин и предгорий переходной зоны от низменностей Куринской депрессии к горным хребтам и массивам южного склона Большого Кавказа. Сложена плиоцен-четвертичными терригенно-морскими мелководно-лагунными, аллювиальными и озёрными отложениями с выходами эоценовых песчаников и конгломератов.
Рельеф котловины сильно подвержен антропогенному фактору и природным процессам (эрозии, суффозии, оползневым и селевым процессам).